# (3553) Мера
(3553) Мера (лат. Maera) — небольшой околоземный астероид из группы Амура (II), который принадлежит к светлому спектральному классу S. Он был открыт 14 мая 1985 года американским астрономом Кэролин Шумейкер в Паломарской обсерватории и назван в честь Меры, дочери царя Аргоса Прета.

Орбита астероида Мера и его положение в Солнечной системе
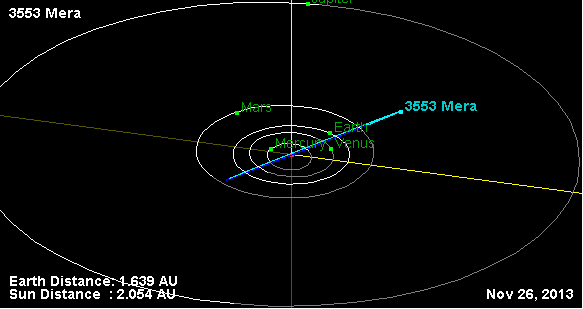
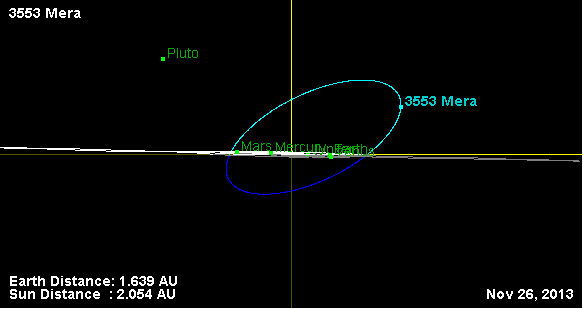
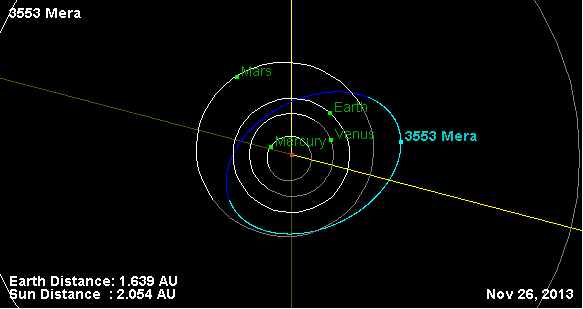